# Megacepon pleopodatus
Megacepon pleopodatus är en kräftdjursart som beskrevs av M. Bourdon1981. Megacepon pleopodatus ingår i släktet Megacepon och familjen Bopyridae. Inga underarter finns listade i Catalogue of Life.